# Vallay Island

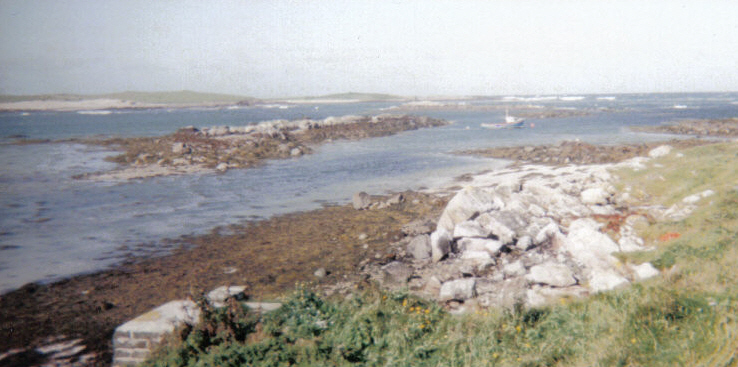
De zuidwestkust van Vallay Island bij vloed, met een kleiner eilandje op de voorgrond

Vallay Island (Schots-Gaelisch: Bhalaigh of Eilean Bhalaigh is een klein eiland in de Buiten-Hebriden, gelegen bij het noordwesten van North Uist.
Het eiland Vallay Island is in feite een soort waddeneiland: bij laag water kan men het te voet bereiken via het gelijknamige strand, Tràigh Bhalaigh, van op de wal van North Uist, die aldaar Cladach Bhalaigh heet. Het pad naar Vallay Island is ruim 3 kilometer lang, en bij vloed overstroomt het hele, mijlenbrede strand. De gehuchten rond het eiland zijn in het zuidwesten Griminis, en in het zuidoosten Malacleit met ten noorden daarvan het Ceathramh Meadhanach („Middenkwartier“) van het dorpje Solas.
Op Vallay Island bevinden zich twee ruïnes van prehistorische nederzettingen, waarin stenen artefacten werden aangetroffen. In het noorden, aan de kaap Orasaigh, bevindt zich Teampull Orain, en aan de oostkust Teampull Mhuir, iets ten zuiden waarvan de resten van een versterkte toren staan; nog iets verder naar het noordoosten staat een steencirkel, aan de flanken van het hoogste punt van Vallay Island, de Cean Uachdarach, die 38 meter meet. Bij opkomst van het getij, wanneer het eiland van North Uist wordt afgesloten, loopt het water via het westen binnen op het strand, door een zeestraat die Caolas Bhalaigh heet.

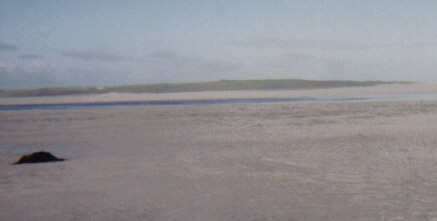
De zuidoostkust, gezien bij eb

Vallay Island is thans onbewoond; in de 19de eeuw verbleef hier de schrijver Erskine Beveridge in zijn landhuis, dat nog steeds overeind staat. Men noemt het wel Taigh Bhalaigh („het Huis Bhalaigh“); door toedoen van leegstand en het gure, vochtige klimaat (althans 's winters) is het huis echter aanzienlijk in verval geraakt. Een huurder van de terreinen rond het landhuis gebruikt het eiland als kweekgrond voor citroenen.